# Đạo Lâm Ô Khòa
Đạo Lâm Ô Khòa (zh: 鳥窠道林, 741 - 824) là Thiền sư Trung Quốc đời Đường, thuộc Ngưu Đầu Tông. Sư là đệ tử của Thiền sư Kính Sơn Đạo Khâm và có pháp tử là thiền sư Hội Thông Hàng Châu. Sư nổi tiếng qua sự tích sống ở tổ quạ trên cây, nên người đời gọi là Ô Khòa Thiền sư, và qua các giai thoại với đệ tử cư sĩ là nhà thơ Bạch Cư Dị.

## Cơ duyên và hành trạng
Sư họ Phan, quê ở quận Phú Dương, Mẹ sư họ Châu, bà nằm mộng thấy mình nuốt ánh sáng mặt trời, nhân đó có thai sư. Đến ngày sinh, mùi hương lạ lan khắp phòng, nên đặt tên sư là Hương Quang.
Lên 9 tuổi, sư xuất gia. Đến năm 21 tuổi, sư thọ giới cụ túc tại chùa Quả Nguyên, Kinh Châu. Đầu tiên, sư lại đến chùa Tây Minh ở Trường An tu học với Pháp sư Phục Lễ về  Kinh Hoa Nghiêm, Đại Thừa Khởi Tín luận. Sau, Pháp sư cho sư xem sách Chân Vọng Tụng và khuyên sư nên tu Thiền. Sư hỏi: "Ban đầu phải quán thế nào? Dụng tâm thế nào?". Pháp sư lặng yên mãi không nói. sư hỏi ba lần xong đi ra.
Khi vua Đường Đại Tông mời Thiền sư Quốc Nhất tức là Kính Sơn Đạo Khâm vào triều thuyết pháp, sư đến ra mắt ngài và đạt được yếu chỉ. Sau, sư trở về miền Nam và trụ trì chùa Vĩnh Phúc ở Côn Sơn. Ở đây có tháp thờ Bích Chi Phật, nhằm lúc các chúng đạo, tục đang tụ tập làm lễ pháp hội. Sư chống tích trượng đi thẳng vào. Có Pháp sư Thao Quang ở chùa Linh Ẩn hỏi: "Pháp hội này sao lại có tiếng rùm beng lắm vậy?", Sư đáp: "Không có tiếng thì ai biết là hội".
Sư thấy núi Tần Vọng có cây tùng cao lớn, cành lá rậm rạp, xòe ra như cái lọng. Sư bèn leo lên ở trên ấy, nên người thời bấy giờ gọi sư là Ô Khòa Thiền sư (Thiền sư tổ quạ). Kế bên chổ sư ở có tổ chim Khách (Thước), chúng rất thân thiết với sư nên người đời còn gọi sư là Thiền sư Thước Sào (Thiền sư ổ chim Khách).

Phong cách dạy đệ tử của sư rất đặc biệt:
Có thị giả tên Hội Thông, ngày nọ bỗng muốn từ giã Sư ra đi. Sư hỏi: "Ông nay định đi đâu?". Hội Thông đáp: "Hội Thông vì pháp mà xuất gia, không được Hòa thượng rũ lòng từ dạy bảo nên con phải đi nơi khác học Phật pháp". Sư nói: "Nếu là Phật pháp thì chỗ ta cũng có chút đỉnh". Hội Thông hỏi: "Thế nào là Phật pháp của Hòa thượng?". Sư bèn nhổ mấy sợi lông vải trên áo đang mặc và thổi cho bay đi. Hội Thông liền đốn ngộ.
Khoảng niên hiệu Nguyên Hòa,  Bạch Cư Dị nhân làm Thái Thú cai quản quận chổ sư ở liền đi vào núi yết kiến sư. Tại đây, ông trải qua cuộc vấn đáp Phật pháp vô cùng thấm đẫm với sư. Thông qua đó, Bạch Cư Dị rất kính trọng và nhận sư làm thầy:
Bạch Cư Dị hỏi: "Chỗ ở của Thiền sư sao nguy hiểm quá vậy?". Sư đáp: "Thái thú còn nguy hiểm hơn nhiều". Bạch nói: "Đệ tử ở vị thế trấn giang san cho vua nào có nguy hiểm chi đâu?" Sư nói: "Củi lửa giao nhau, thức tánh chẳng dừng, vậy không nguy hiểm sao?". Lại hỏi: "Thế nào là đại ý Phật pháp?", sư đáp: "Chớ làm điều ác, nên làm các điều lành". Cư Dị nói: "Đứa trẻ ba tuổi cũng biết nói như vậy". Sư nói: "Trẻ ba tuổi tuy nói được như thế nhưng ông lão 80 lại không làm được". Bạch Cư Dị nghe xong vô cùng thán phục và làm cái gác bằng tre trên cây cho sư ở và thường đến đây hỏi đạo.
Niên hiệu Trường Khánh năm thứ tư, sư bảo thị giả: "Ta nay đã xong hết". Nói xong, sư ngồi yên mà tịch, thọ 84 tuổi, hạ lạp 63 năm. Vua sắc hiệu là Viên Tu Thiền Sư.

## TrongTây du ký
Hồi thứ 19 trong Tây du ký có kể chuyện Đường Tăng đi qua Phù Đồ sơn đã gặp Ô Khòa thiền sư được ngài truyền tâm kinh cho, trước kia ngài từng quen biết Trư Bát Giới nhưng lại chưa bao giờ nghe đến danh tiếng của Tôn Ngộ Không.